# Casselton (Dakota Północna)
Casselton – miasto w Stanach Zjednoczonych, w stanie Dakota Północna, w hrabstwie Cass.